# Damòfil (pintor)
Damòfil o Demòfil (en llatí Damophylus o Demophylus en grec antic Δαμόφιλος o Δεμόφιλος) fou un pintor grec i un modelador (plastes) que juntament amb Gorgasos va embellir el temple de Ceres al Circ Màxim de Roma amb obres d'art, tant pintades com modelades. Les obres portaven una inscripció que deia que les de la dreta eren fetes per Damòfil i les de l'esquerra per Gorgasos, segons diu Plini el Vell (Naturalis Historia XXXV, 12,45).
El temple dedicat a Ceres, a Líber i a Líbera, va ser construït per Aule Postumi després de la seva victòria sobre els llatins el 496 aC a la batalla del Llac Regillus i consagrat per Espuri Cassi Viscel·lí el 493 aC, segons diuen Dionís d'Halicarnàs i Tàcit.